# Iñaki Urdangarin Liebaert
|  | «Urdangarín» redirigeix aquí. Vegeu-ne altres significats a «Urdangarin». |

Iñaki Urdangarin Liebaert (Zumarraga, Guipúscoa, 15 de gener de 1968) és un ex jugador d'handbol, patró de la Fundació del Futbol Club Barcelona, espòs de la Infanta d'Espanya Cristina de Borbó, i que va ser condemnat per estafa i desviament de diners públics per a interessos particulars.
Va jugar professionalment en la secció d'handbol del Futbol Club Barcelona durant catorze temporades, entre 1986 i 2000. Va ser internacional per la Selecció d'handbol d'Espanya en tres jocs olímpics, contribuint a la consecució de dues medalles de bronze en els Jocs Olímpics d'Atlanta 1996 i Sydney 2000, a més d'una medalla de bronze en un Europeu.
Va presidir l'Institut Nóos fins al 2006, així com altres empreses pròpies. El juny de 2006 va deixar oficialment Nóos per a treballar a Telefónica, però el 2011 un jutge va demostrar que seguia captant diners a través d'aquesta organització, fins i tot quan ja vivia als Estats Units. Fins a juny de 2018 va viure entre els Estats Units i Ginebra, però el 17 de febrer de 2017 va ser condemnat a sis anys de presó per diversos delictes i crims que inclouen apropiació de fons públics, falsedat documental, frau fiscal i evasió de capitals. La seva dona, copresidenta de l'entramat d'empreses d'ells dos i única vocal a la junta directiva de Nóos, també va ser imputada pel jutge José Castro en data 3 d'abril de 2013, per la seva suposada implicació en la trama, però va ser absolta el mateix 17 de febrer. Urdangarín va ingressar a la presó de Brieva (Ávila) el 18 de juny del 2018.

## Biografia
Iñaki Urdangarin Liebaert va néixer a Zumarraga, va estudiar els jesuites de Casp i va començar a jugar professionalment en la secció d'handbol del Futbol Club Barcelona el 1986. El 1997 es va casar amb Cristina de Borbó a Barcelona, a la qual va conèixer als Jocs Olímpics de 1992 i amb qui ha tingut quatre fills. Com a regal de noces el rei Joan Carles I d'Espanya va concedir-los el títol de Ducs de Palma de Mallorca, fins a l'any 2015, revocat pel Felip VI. En l'any 2000 es va retirar de la competició.
Es va graduar en Administració i direcció d'empreses per ESADE i va passar immediatament a ser president d'una entitat anomenada Institut Nóos. La seva esposa es trobava també a la junta directiva de Nóos i compartia presidencia amb Urdangarin en tot un entramat d'empreses que ambdós van crear, com per exemple Aizoon. Per mitjà de Nóos i Aizoon se sap entre altres coses que va quedar-se amb més de la meitat dels 2,3 milions d'euros que havia facturat al govern balear per dos congressos turístics. També va intentar, per exemple, fer negocis amb conseller en cap de la Generalitat de Catalunya durant el primer tripartit i tancar un acord amb Marina Geli i Antoni Castells per fer un congrés sanitari, que mai no es va fer, pel qual li van pagar mig milió d'euros. També va intentar atreure personatges del món de la faràndula (Alejandro Sanz, Miguel Bosé, Sara Baras, etc.) per a finançar els seus suposats projectes solidaris.
El juny de 2006 va deixar oficialment Nóos per passar a ser conseller de Telefónica Internacional a Barcelona primer, càrrec que va obtenir gràcies al rei d'Espanya, més endavant president de la Comissió d'Afers Públics de Telefónica a Llatino-amèrica i, a la primavera de 2009, President de Telefónica International USA. Després s'ha demostrat que el rei va recomanar al matrimoni aquesta feina, i fugir de Barcelona i Espanya, perquè els fraus amb Nóos estaven sent descoberts. Així i tot va continuar participant de manera activa en la captació irregular de diners a través de Nóos de 2006 a 2011.
El 2011 va estar imputat pel jutge de Palma José Castro per suposades pràctiques delictives (apropiació de fons públics, falsedat documental, frau fiscal i evasió de capitals) per mitjà de l'Institut Nóos.
El 2013 va acceptar un càrrec per treballar a Qatar.
El maig del 2018 el diari Ara ha publicat informació relativa a la llicenciatura i al màster d'ESADE. Aquests van ser obtinguts en només dos anys, en lloc dels cinc habituals, gràcies a una convalidació extraordinària de la primera llicenciatura en Ciències Empresarials obtinguda a la Universitat de Barcelona. Es sospita que aquesta convalidació pugui implicar un tracte de favor donada la seva condició de membre de la família reial.

## Cas Nóos
El mes de novembre de 2011 la Fiscalia Anticorrupció va acusar Iñaki Urdangarín qui, conjuntament amb Diego Torres, presumptament es podrien haver apropiat il·lícitament de 2,3 milions d'euros provinents de fons públics mitjançant l'entramat d'empreses que centralitzava l'Instituto Nóos, arran de dos congressos sobre turisme celebrats el 2005 i el 2006 a Palma. El marit de Cristina de Borbó va presidir l'institut entre 2004 i 2006.
Al discurs de Nadal del 2011, el rei va fer esment sobre l'aplicació de la justícia igual per a tothom, en el que s'ha interpretat com una al·lusió a la inculpació d'un membre de la Casa Reial espanyola.
Per la seva part ERC va presentar una pregunta al Congrés dels Diputats per a conèixer els comptes de la Casa Reial.
Es va instruir el Cas Nóos com una peça separada del Cas Palma Arena pel jutge José Castro Aragón, titular del Jutjat d'Instrucció n. 3 de Palma. El febrer de 2017, onze anys després la sentència va dictar presó per Urdangarín. Aquest va presentar recurs, a gener de 2018 està en llibertat.

## Trajectòria com jugador d'handbol

### FC Barcelona
- Títols internacionals:

- 6 Copes d'Europa: 1990-1991, 1995-1996, 1996-1997, 1997-1998, 1998-1999 i 1999-2000.
- 2 Recopa d'Europa d'handbol: 1993-1994, 1994-1995.
- 4 Supercopa d'Europa d'handbol: 1996-1997, 1997-1998, 1998-1999.

- Títols nacionals:

- 10 Lliga ASOBAL:
- 7 Copa del Rei d'handbol:
- 9 Supercopa d'Espanya d'handbol:
- 3 Copa ASOBAL:
- 11 Lliga Catalana d'handbol:

### Selecció espanyola
Va ser 154 vegades internacional amb la Selecció espanyola, amb la qual va participar en 9 grans esdeveniments internacionals:
- Jocs Olímpics de Barcelona 1992: cinquè.
- Jocs Olímpics d'Atlanta 1996: tercer i medalla de bronze
- Jocs Olímpics de Sydney 2000: tercer i medalla de bronze
- Mundial Junior d'Espanya 1989: segon i medalla de plata.
- Mundial de Suècia 1993: cinquè.
- Mundial del Japó 1997: setè.
- Mundial d'Egipte 1999: quart.
- Europeu de Portugal 1994: cinquè.
- Europeu de Croàcia 2000: tercer i medalla de bronze